# UEFA Champions League 2006/07 (1/8 finale) Bayern München - Real Madrid
Deze pagina is een subpagina van het artikel UEFA Champions League 2006/07. Hierin wordt de wedstrijd in de 1/8 finale tussen Bayern München en Real Madrid gespeeld op 6 maart nader uitgelicht.

## Wedstrijdgegevens
| Datum                | 7 maart 2007              | 7 maart 2007              |
| Stadion              | Allianz Arena, München    | Allianz Arena, München    |
| Toeschouwers         |                           |                           |
| Scheidsrechter       | Ľuboš Micheľ              | Ľuboš Micheľ              |
| Assistenten          | Roman Slysko Roman Csabay | Roman Slysko Roman Csabay |
| Vierde man           | Richard Havrilla          | Richard Havrilla          |
| Man van de wedstrijd | Iker Casillas             | Iker Casillas             |
|                      | Bayern München            | Real Madrid               |
| Doelpunten           | 2                         | 1                         |
| Gele kaarten         | 3                         | 4                         |
| Rode kaarten         | 1                         | 1                         |
| Wissels              | 3                         | 3                         |
| Schoten op doel      | 8                         | 4                         |
| Schoten naast doel   | 6                         | 6                         |
| Overtredingen        | 25                        | 19                        |
| Hoekschoppen         | 7                         | 4                         |
| Buitenspel           | 3                         | 5                         |
| Strafschoppen        | 0                         | 1                         |
| Balbezit (tijd)      | 32 min                    | 32 min                    |
| Balbezit (%)         | 49%                       | 51%                       |

| Bayern München | 2 – 1          | Real Madrid |
| Roy Makaay 11sec' Lucio 66' | goals (assist) | 83' (pk) Ruud van Nistelrooij |
| Ottmar Hitzfeld | coach          | Fabio Capello |
| Oliver Kahn Willy Sagnol ( 85') Lucio Daniel Van Buyten Roy Makaay ( 69') Lukas Podolski ( 88') Mark van Bommel Hasan Salihamidžić Philipp Lahm Owen Hargreaves Bastian Schweinsteiger | Opstellingen   | Iker Casillas Roberto Carlos Sergio Ramos Mahamadou Diarra Raúl González Emerson ( 32') Fernando Gago ( 75') Ruud van Nistelrooij Gonzalo Higuaín ( 46') Iván Helguera Miguel Torres |
| Claudio Pizarro ( 68') Andreas Görlitz ( 85') Martín Demichelis ( 88') | Wissels        | Guti ( 32') Antonio Cassano ( 46') Robinho ( 75') |
| Lukas Podolski 45+1' | gele kaarten   | 8' Sergio Ramos 55' Guti |
| Mark van Bommel 82' | rode kaarten   | 82' Mahamadou Diarra |

## Nabeschouwing
Roy Makaay scoorde de snelste goal ooit in de Champions League. Al na elf seconden trapte hij de bal tegen de netten. Bayern München ging door op uitdoelpunten. 